# Angelo Sanudo
Angelo Sanudo (zm. 1262) – wenecki władca Księstwa Naksos w latach 1227-1262. 

## Życiorys
Był synem Marco I Sanudo. Jako władca lawirował w polityce pomiędzy cesarstwem łacińskim a cesarstwem nicejskim. 